# 古列爾莫·維卡里奧
古列爾莫·維卡里奧（義大利語：Guglielmo Vicario，1996年10月7日—），是一名意大利足球运动员，司職守門員。現效力英超球隊熱刺、意大利國家足球隊。

## 俱樂部生涯
維卡里奧是於意大利一些小型球會展開球員生涯。於2013年，他加盟烏甸尼斯，但只能被外借至低組別球會。至2015年，他轉投丙組威尼斯，贏過意大利足球丙級聯賽冠軍。
2019年加盟卡利亞里，可惜又同樣長期被外借。直至2022年加盟安玻里一季，才終於獲得正選。

### 熱刺
2023年6月27日，英超球隊熱刺宣布與維卡里奧簽訂一份為期五年的合約。之後一直為熱刺正選門將──於2024年2月29日，維卡里奧榮獲倫敦足球獎年度最佳守門員獎。
2025年5月21日，維卡里奧在歐霸杯決賽力保不失，協助熱刺贏得此項比賽冠軍。

## 國家隊生涯
2022年9月17日，維卡里奧首次入選意大利國家隊出戰歐洲足協國家聯賽。
2024年3月24日，維卡里奧在對陣厄瓜多爾的友誼賽中首次亮相，並在2-0戰勝厄瓜多爾的比賽中保持不失球。

## 榮譽

### 俱樂部
热刺
- 欧洲联赛冠軍：2024–25[4]

威尼斯
- 意大利足球丙級聯賽冠軍：2016–17
- 義大利丙級聯賽盃冠軍：2016–17

### 國家隊
意大利國家隊
- 歐洲足協國家聯賽季軍：2022–23

### 個人
- 倫敦足球獎年度最佳守門員：2024[7]

## 外部連結
- Soccerway資料庫：古列爾莫·維卡里奧